# Felix Hodapp
Felix Hodapp (* 21. November 1926 in Önsbach, heute Achern-Önsbach; † 12. Mai 2019 ebenda) war ein deutscher Politiker der CDU.

## Leben und Politik
Hodapp trat 1951 in die CDU ein und war dort zunächst kommunalpolitisch aktiv. Von 1964 an war er Bürgermeister der damals selbstständigen Gemeinde Önsbach und nach der Eingemeindung des Ortes in die Stadt Achern am 1. Januar 1973 für weitere zehn Jahre Ortsvorsteher.
Am 28. Oktober 1981 rückte Felix Hodapp als Nachfolger des verstorbenen Erwin Braun in den Landtag von Baden-Württemberg nach, dem er bis 1992 angehörte. Er vertrat über das Direktmandat den Wahlkreis Kehl. Neben der politischen Tätigkeit übte Hodapp zahlreiche Ehrenämter aus und wurde 1986 mit dem Bundesverdienstkreuz am Bande ausgezeichnet.